# Leonardo Medeiros Cymbron
Leonardo Medeiros Cymbron (Santa Cruz da Lagoa, 1939) is een Portugees componist en dirigent.

## Levensloop
Medeiros Cymbron kwam als klein jongetje in contact met de muziek. In zijn jeugd was hij lid van de Banda do Rosário da Lagoa, toen onder leiding van de componist en dirigent António Moniz Barreto. Naast anderen in zijn familie en in de parochie richtte hij in 1986 de Sociedade Recreativa Filarmónica Nossa Senhora das Vitórias in de parochie Santa Bárbara binnen de gemeente van Ribeira Grande met een muziekschool op de eilandengroep van de Azoren op. Hij werd leider van de muziekschool en eveneens dirigent van de banda. In 1996 werd de banda uitgenodigd om in Toronto de festiviteiten bij te wonen ter ere van de Senhor da Pedra, de Allerheiligste Verlosser van de wereld en Onze Lieve Vrouw van Engelen binnen de Portugese gemeente aldaar. 
Als componist is hij autodidact en schreef werken voor banda (harmonieorkest). 

## Composities

### Werken voor banda (harmonieorkest)
- Hino da Banda
- Hino de Santa Bárbara
- Vinte Anos de Vitórias